# 未来希望連帯
未来希望連帯（みらいきぼうれんたい）は、韓国の保守政党で、2008年3月に結成された親朴連帯を前身としている。
前身となる「親朴連帯」（친박연대）は、2007年12月の韓国大統領選挙候補者である鄭根謨が結成した「真の主人聯合」（참주인연합）が党名改称（2008年3月12日）した「未来韓国党」（미래한국당）に、4月総選挙におけるハンナラ党の公認を外された朴槿恵元ハンナラ党代表を支持する議員グループが合流して2008年3月19日に結成された。2010年2月12日、「未来希望連帯」へと党名改称した後、2012年2月2日にハンナラ党に統合された（法的統合日は2012年2月6日）。
なお、朴槿恵自身は親朴連帯および未来希望連帯の党員ではない。

## 概要
2008年4月の総選挙で親朴連帯は、朴槿恵の選挙区である大邱や慶尚北道を中心に支持を集め、14議席（地域区6＋比例区8）を獲得した（比例代表得票率13.18％）。比例代表では、韓国の俳優、ソン・イルグクの母親で女優の金乙東も当選した。

### ハンナラ党への復党、入党
2008年総選挙では、親朴連帯以外でも、朴槿恵に近い者たちが非政党のグループ「親朴無所属連帯」を結成して選挙に挑み、12議席を獲得した。両勢力のハンナラ党復党問題（時期や方法）および両勢力合体の是非について議論になっていたが、7月10日に開かれたハンナラ党の党最高委員会において、同党を離党した朴槿恵系議員の無条件復党を認めることを決定した。これを受けて親朴連帯では政党を解散した後でハンナラ党に入党する方針を固め、同月16日に親朴連帯の議員や無所属連帯の議員19名がハンナラ党に合流した。残る比例代表選出の8名の議員についても、早期に合流する見込みとなった。

### 比例代表公認をめぐる不正献金事件
2008年8月14日、ソウル中央地裁で、4月の総選挙の際に党公認候補にする見返りとして、総額で32億1千万ウォンの｢不正献金｣を立候補者に出させたとして、公職選挙法違反に問われていた徐清源共同代表に懲役一年六ヶ月の実刑判決が、また徐代表に金品を渡したとして同じく罪に問われた、梁貞礼（ヤン・ジョンレ）・金魯植（キム・ノシク）両議員も懲役刑の判決が言い渡されたが、梁被告については、懲役10ヶ月、執行猶予2年の判決となった。2009年5月14日、大法院で原審における有罪判決が確定し、3議員は議員職を喪失することになった。尚、現行の公職選挙法では比例代表選出議員が選挙法違反で議員職を失った場合、所属交渉団体で議員職を継承することはできないと規定しているため、親朴連帯の所属議員は8名から5名に減ることになった。
しかし、6月25日、憲法裁判所で比例代表地方議員が選挙犯罪で当選無効になった場合における次順位候補者への議席承継を禁止した規定は、憲法違反であるとの判決が出されたことで議席を確保できる道が開かれた。そして、10月29日、憲法裁判所で比例代表国会議員が選挙犯罪で当選無効となった場合における議席承継禁止規定が憲法違反であるとの判決が出された。この決定に基づいて11月3日に3人が繰り上げ当選となり、親朴連帯の議員は5人から8人となった。

### ハンナラ党への再合流
冒頭に記述したように、親朴連帯は2010年2月に党名を「未来希望連帯」に変更した。そして4月2日に国会で行われた党大会でハンナラ党への合流を代議員の満場一致で議決した。しかし、希望連帯側の税金納付問題が解決していないため、完全な合党には至っていなかったが、2012年2月2日にハンナラ党に統合された。